# Kim Ji-sun
Kim Ji-sun (ur. 27 czerwca 1987) – koreańska curlerka, jest skipem drużyny z Gyeongjgido Curling Club, zagrywa kamienie na trzeciej pozycji.
W 2007 jako rezerwowa zdobyła srebrne medale mistrzostw strefy Pacyfiku juniorów. Dwa lata później z tą samą funkcją wystąpiła na Mistrzostwach Świata 2009, gdzie Koreanki uplasowały się na 10. miejscu.
W sezonie 2010/2011 Kim była kapitanem reprezentacji kraju na MSP. Koreanki zdobyły wówczas tytuły mistrzowskie w finale 10:7 pokonując Chinki (Wang Bingyu). Kolejny finał tej imprezy zakończył się wynikiem 3:11 na korzyść Wang. W Mistrzostwach Świata 2011 ekipa Kim Ji-sun wygrała dwa spotkania a przegrała 9 i zajęła 11. pozycję. Wcześniej Kim wystąpiła na Zimowej Uniwersjadzie 2011. Reprezentacja Korei Południowej zakwalifikowała się do półfinału, w którym przegrała z Rosjankami (Anna Sidorowa) 1:13. Jej drużyna stanęła ostatecznie na najniższym stopniu podium pokonując w małym finale 8:5 Japonię (Sayaka Yoshimura).
Zespół Ji-Sun okazał się rewelacją Mistrzostwa Świata 2012. W Round Robin Koreanki wygrały 8 meczów, przegrywając jedynie 3, pokonały m.in. utytułowane zespoły Eve Muirhead, Margarethy Sigfridsson, Anny Sidorowej czy Wang Bingyu. Był to pierwszy raz, kiedy koreański zespół zakwalifikował się do fazy play-off zawodów tej rangi. Tak dobry wynik zapewnił Korei Południowej kwalifikację na Zimowe Igrzyska Olimpijskie.
W rundzie grupowej Uniwersjady 2013 Koreanki zajęły 3. miejsce. W półfinale pokonały 9:5 zawodniczki ze Szwajcarii (Michèle Jäggi). Ostatecznie ekipa Kim zdobyła srebrne medale ulegając w ostatnim meczu 4:8 Rosjankom (Anna Sidorowa).
Curlerki z Korei Południowej zadebiutowały w zimowych igrzyskach olimpijskich w 2014. Drużyna Kim zajęła 8. pozycję, w rundzie grupowej uzyskała bilans 3 wygranych i 6 przegranych meczów. Kim wystąpiła również w Mistrzostwach Świata 2014. Koreanki po zwycięstwie 7:5 nad srebrnymi medalistkami z Soczi (Margaretha Sigfridsson) w meczu barażowym awansowały do fazy play-off. W kolejnym meczu Azjatki pokonały 9:5 Rosjanki (Anna Sidorowa), w półfinale wynikiem 7:3 wygrały Szwajcarki (Binia Feltscher). Kim Ji-sun po raz drugi w swojej karierze miała możliwość zdobycia pierwszego medalu mistrzostw świata dla Korei Południowej, przed takim samym wyzwaniem stała reprezentacja Rosji. Rosjanki doprowadziły do dogrywki, ostatnie zagranie w meczu wykonywała Gim Un-chi, Koreanki chciały delikatnie odbić się od kamienia przeciwniczek w kierunku guzika. Kamień zagrany był jednak za szeroko i odtoczył się w przeciwnym kierunku, Rosjanki przejęły dogrywkę i triumfowały wynikiem 7:6.

## Drużyna
|           | Czwarta    | Trzecia      | Druga        | Otwierająca   |
| --------- | ---------- | ------------ | ------------ | ------------- |
| MŚ 2014   | Gim Un-chi | Kim Ji-sun   | Lee Seul-bee | Um Min-ji     |
| 2013/2014 | Kim Ji-sun | Gim Un-chi   | Shin Mi-sung | Lee Seul-bee  |
| MŚ 2012   | Kim Ji-sun | Lee Seul-bee | Shin Mi-sung | Gim Un-chi    |
| MSAP 2011 | Kim Ji-sun | Lee Seul-bee | Gim Un-chi   | Lee Hyun-jung |
| 2010/2011 | Kim Ji-sun | Lee Seul-bee | Shin Mi-sung | Gim Un-chi    |

Drużyny akademickie
|         | Czwarta    | Trzecia      | Druga      | Otwierająca  |
| ------- | ---------- | ------------ | ---------- | ------------ |
| ZU 2013 | Kim Ji-sun | Gim Un-chi   | Um Min-ji  | Lee Seul-bee |
| ZU 2011 | Kim Ji-sun | Lee Seul-bee | Gim Un-chi | Lee Hye-soo  |